# 60558 Echeclus
A 60558 Echeclus (ideiglenes jelöléssel 2000 EC98) egy kentaur. A Spacewatch projekt keretében fedezték fel 2000. március 3-án.